# Плачковица
Плачковица е средно висока планина, разположена в източната част на Северна Македония. 

## Географска характеристика
Простира се в направление северозапад – югоизток. Дължината на главното планинско било е 34 километра. Най-високата ѝ точка е връх Лисец (1754 м). Долината на Зърновска река поделя Плачковица на два дяла – източен и западен. В по-високия източен дял освен първенеца Лисец, са разположени върховете Чупино бърдо (1725 м), Бел камен (1707 м), Кара тепе (1625 м) и други. Западният дял е по-нисък с най-личен връх Туртел (1689 м).
Плачковица е изградена от натрошени гранити в източния дял и от кристалинни шисти, гнайси и тънък слой мрамори в западния дял. Планината е разчленена с множество дълбоки речни долини. Реките в северните ѝ склонове са по-пълноводни с много бързеи и водопади. От южните склонове на планината под името Стара река извира Струмешница, най-големият приток на река Струма. Западните и югозападните поли на планината са голи с развита ерозия, докато другите части са покрити с широколистни гори. Плачковица е средно висока планина, а нейното разположение определя, общо взето, един по-топъл и сух, с подчертано средиземноморско влияние климат. Средногодишните температури са около 10 – 12 °C. Валежите, които падат в Плачковица са скромни. Средната годишна валежна сума варира от 500 мм в по-ниските до 800 мм в по-високите части.
В подножието на Плачковица са разположени градовете Радовиш, Щип, Виница и Кочани, които са изходни пунктове за пешоходен туризъм в планината. Сред вековни букови гори на 1107 м над село Въртешка е разположен едноименния планинарски дом (хижа), който предлага добри условия за краткотраен отдих.

## Памет
На Плачковица е наречена улица в квартал „Лозенец“ в София (Карта).